# Aploschema
Aploschema is een geslacht van vlinders uit de familie uraniavlinders (Uraniidae). De wetenschappelijke naam is voor het eerst geldig gepubliceerd in 1897 door William Warren.

## Soorten
- Aploschema instabilaria (Walker, 1861)
- Aploschema angulata (Fabricius, 1787)
- Aploschema albaria (Plötz, 1880)

Aploschema angulataria is een verkeerde spelling van A. angulata, ingevoerd door Achille Guenée in 1857 en later overgenomen door onder meer Warren. De originele combinatie van A. angulata was Phalaena angulata Fabricius, 1787.